# Fire de Portland
Pour les articles homonymes, voir Fire de Portland (2000-2002).
Le Fire de Portland (en anglais Portland Fire, « le Feu de Portland ») est une franchise féminine de basket-ball de la ville de Portland, appartenant à la WNBA et qui rejoidra la ligue en 2026. L'équipe disputera ses matchs à domicile au Moda Center. La franchise sera la deuxième équipe WNBA de l'histoire de la ville, après le Fire de Portland original au début des années 2000.

## Historique de la franchise

### Création et Reprise du nom Fire de Portland (2023-2025)
Les Portland Fire étaient le nom de la première participation de Portland à la WNBA. L'équipe a joué de 2000 à 2002, date de sa dissolution. En février 2023, la commissaire de la WNBA, Cathy Engelbert, s'est rendue à Portland pour un événement au Sports Bra, co-organisé par le sénateur américain Ron Wyden, en compagnie du personnel des Trail Blazers de Portland, du Portland Thorns FC et des équipes féminines de basket-ball de l'Oregon et de l'Oregon State. En octobre 2023, la WNBA devait attribuer une équipe à Portland, dont le propriétaire était le milliardaire technologique Kirk Brown. Le projet a échoué quelques jours avant l'annonce prévue le 26 octobre, lorsque Brown s'est retiré, privant ainsi l'équipe potentielle des 50 millions de dollars nécessaires à son expansion. Brown et la ligue avaient des opinions divergentes sur le nom de l'équipe : Brown souhaitait que l'équipe s'appelle Rose City Royalty, mais Engelbert était « mal à l'aise » avec cette idée. La ligue a également estimé que la participation de Brown dans Shoot 360, un centre d'entraînement de basket-ball implanté dans tout le pays, constituait un conflit d'intérêts potentiel. La WNBA souhaitait qu'il renonce à son investissement, mais il a refusé et retiré sa candidature, en remplissant toutes les conditions requises.
Le 18 septembre 2024, Portland s'est vu officiellement attribuer une franchise, qui deviendra la 15e équipe de la WNBA. L'équipe sera détenue par Lisa Bhathal Merage et son frère Alex Bhathal via RAJ Sports, également propriétaire des Thorns. Ils ont versé 125 millions de dollars à la WNBA pour l'acquérir. Lisa Bhathal Merage sera propriétaire majoritaire et gouverneure de la WNBA ; Alex Bhathal en sera le gouverneur suppléant. L'équipe débutera ses activités en 2026. Les Bhathal ont entamé des discussions avec la WNBA fin 2023, après l'échec de la précédente tentative d'implantation d'une équipe à Portland. Concernant la décision d'attribuer une équipe à Portland, Engelbert a déclaré : « Je pense que Portland a prouvé sa capacité à soutenir le sport féminin, et plus particulièrement le basketball féminin. Nous sommes donc ravis de revenir sur le marché. » Alex a ajouté que sa sœur et lui étaient convaincus que Portland représentait un marché prometteur pour le sport féminin lors du processus d'acquisition des Thorns. Le 15 juillet 2025, l'équipe a annoncé qu'elle s'appellerait « Portland Fire », reprenant ainsi le nom de l'équipe WNBA d'origine.